# Vitellariopsis ferruginea
Vitellariopsis ferruginea är en tvåhjärtbladig växtart som beskrevs av Frances Kristina Kupicha. Vitellariopsis ferruginea ingår i släktet Vitellariopsis och familjen Sapotaceae. IUCN kategoriserar arten globalt som sårbar.
Artens utbredningsområde är Zimbabwe. Inga underarter finns listade i Catalogue of Life.